# Panajotis Dimitriadis
Panajotis Dimitriadis, född 12 augusti 1986 i Solna, Sverige, är en svensk fotbollsspelare av grekiskt ursprung.

## Karriär
Dimitriadis började sin karriär i AIK men spelade som junior även några månader för Djurgårdens IF. Han blev som 18-åring 2004 utsedd till "Årets junior" i Djurgården. Som senior började han spela för Akropolis IF, där han gjorde två mål i Division 3 2005. Dimitriadis fortsatte seniorkarriären i Vasalund, där han som högst spelade i Superettan 2009. Han lämnade under början av säsongen 2010 för den norska klubben Sandefjord Fotball. Han återvände till Sverige i februari 2013 då han skrev på för IF Brommapojkarna. Dimitriadis spelade totalt 25 ligamatcher för BP, varav 24 från start, och gjorde två mål.
Den 5 november 2013 skrev han på ett fyraårskontrakt med AIK. Han såldes sedan vidare till turkiska klubben Gençlerbirliği efter att endast spelat 15 allsvenska matcher. Enligt rykten landade övergångssumman på 3 miljoner svenska kronor.
Den 4 juli 2018 blev det klart att Dimitriadis återvände till AIK, där han skrev på ett 2,5-årskontrakt med option på ytterligare ett år. Inför säsongen 2021 återvände Dimitriadis till Akropolis IF.